# Лафлин, Роберт
Ро́берт Беттс Ла́флин (англ. Robert Betts Laughlin; род. 1 ноября 1950, Висейлия, Калифорния) — профессор физики и прикладной физики в Стэнфордском университете, лауреат Нобелевской премии по физике в 1998 году, совместно с Хорстом Штёрмером и Дэниелом Цуи, «за открытие новой формы квантовой жидкости с возбуждениями, имеющими дробный электрический заряд».
Член Национальной академии наук США (1994).

## Биография
Роберт Лафлин получил степень бакалавра физики в Университете Беркли (Калифорния), степень доктора по физике — в МТИ. В период с 2004 по 2006 год работал президентом Корейского института науки и техники (KAIST) в Тэджоне (Южная Корея).

## Труды
Лафлин опубликовал в 2005 году книгу «Другая вселенная: изобретение физики заново с противоположной стороны». В книге автор призывает к замене редукционизма в науке на эмерджентность, а также приводит комментарии по современным проблемам физики.

## Награды и признание
- 1984 — Премия Эрнеста Лоуренса
- 1986 — Премия Оливера Бакли
- 1998 — Нобелевская премия по физике
- 1998 — Медаль Бенджамина Франклина
- 2007 — Медаль Онсагера[англ.]